# ウィルソン入り江

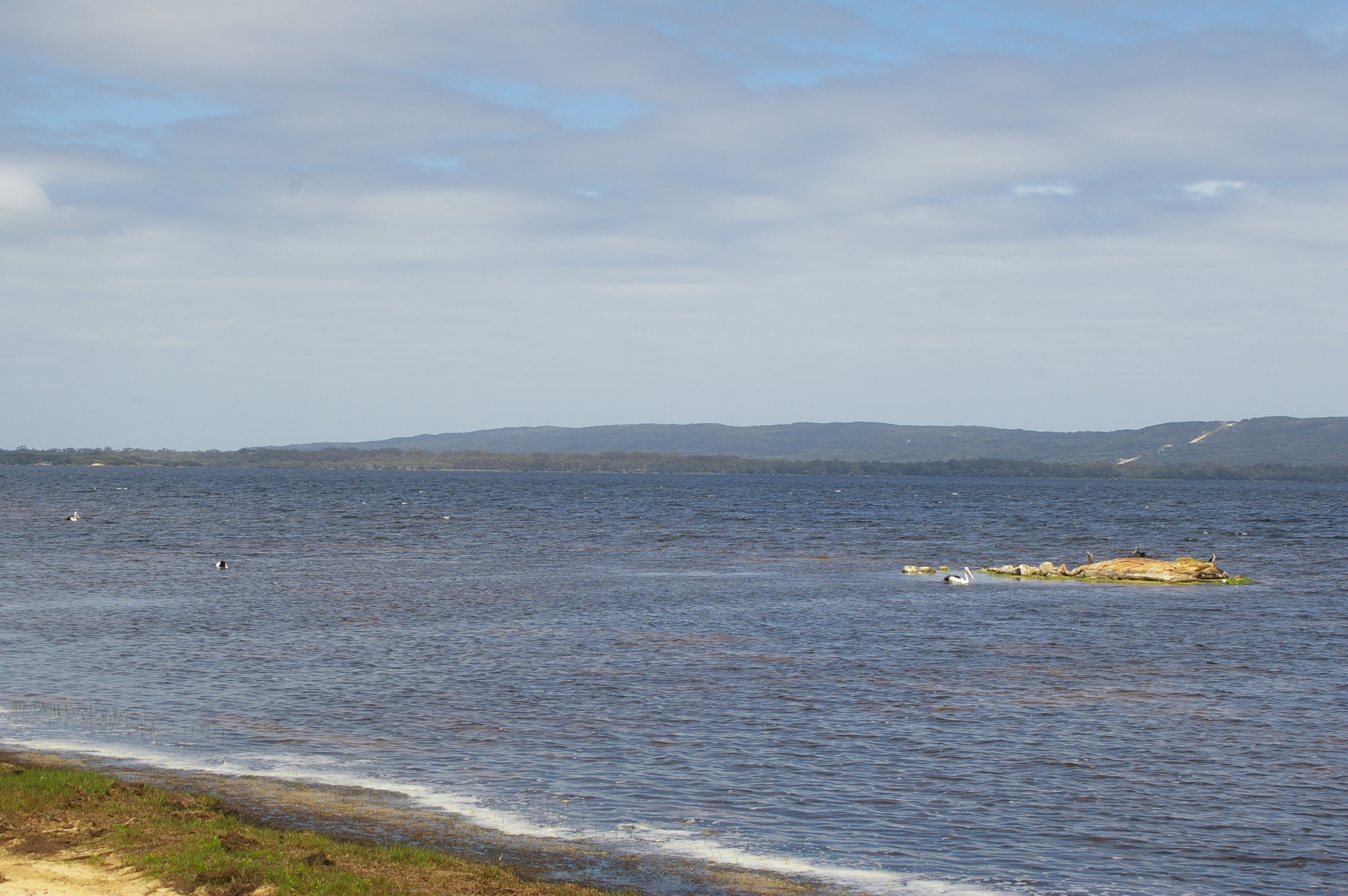
入り江北岸のクルーソー・ビーチから南を望む。手前に花崗岩の露頭が見える。

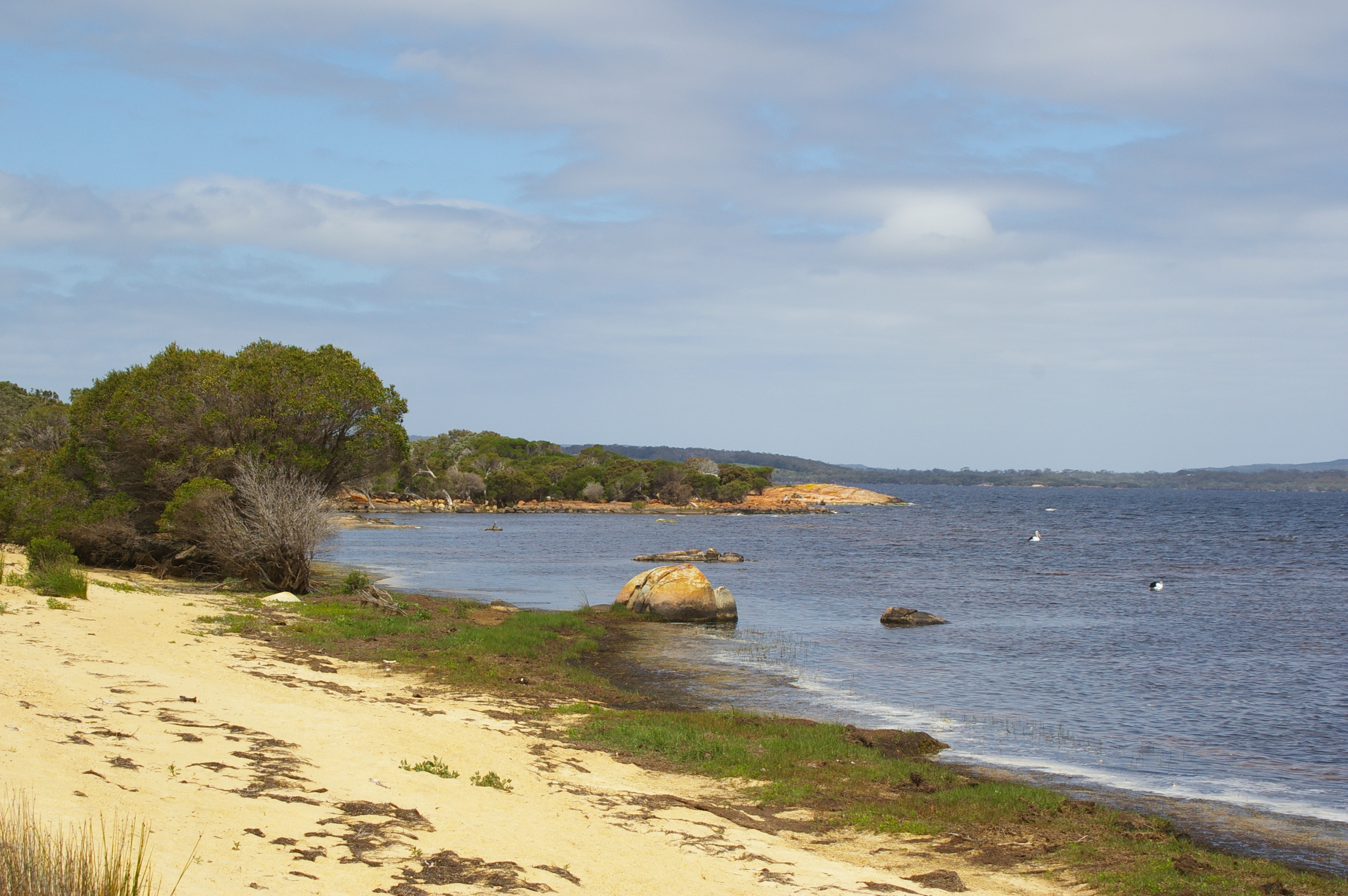
入り江北岸のクルーソー・ビーチから東方向を望む。

ウィルソン入り江（ウィルソンいりえ、英語: Wilson Inlet）は、西オーストラリア州グレート・サザン地域にある入り江である。

## 立地
この入り江には、デンマーク川とヘイ川の2つの主要河川と、スリーマン川、リトル川、カップップ・クリークなどいくつかの小河川から水が流入している。デンマークの町の南東約2 kmに位置する。
入り江の開口部の幅は約100 mで、1月下旬から8月までは砂州で閉塞する。入り江は東流域と西流域に分けられる。
入り江は、北と西の花崗岩の丘と南の海岸砂丘に挟まれた狭い海岸平野に位置している。入り江の面積は48 km2で、平均水深は1.8 m、最深部は5 mである。入り江の東西の長さは14 km、幅は4 kmである。
この入り江の流域面積は2,263 km2で、シャー・オブ・プランタジネット、シャー・オブ・デンマーク、シティ・オブ・オールバニの一部をカバーしている。
入り江は、砂州が開いているときはオーシャン・ビーチ東端のヌラキ岬を通ってラトクリフ湾で南極海に注いでいる。ウィルソン入り江の砂州は、オーシャン・ビーチのウォーター・コーポレーションによって開削されることもある。入り江に隣接する低地は沼地で、東側には湖がある。このエリアのシルト層は、ここが最近の三角江起源であることを示している。流域の大部分はオールバニ - フレーザー地質州の中にあり、もともとの花崗岩の上に、第四紀に堆積した砂やラテライトが重なっている。

## 歴史
この入り江は、海面上昇によって6000～8000年前に古代の川谷が水没して形成した。この入り江とその周辺にもともと住んでいたのは、アボリジニ、ヌンガーである。このエリアでは、フィッシュトラップ、コロボリーの遺跡、黄土の採取場、キャンプサイトなど、アボリジニの遺物が数多く発見されている。
この入り江のヌンガー名は Koorabup で、「ブラックスワンの場所」を意味する。このエリアは、1829年に探検家のトーマス・ブレイドウッド・ウィルソンがキング・ジョージ・サウンドから遠征した際に訪れた。入り江はウィルソンにちなみ、西オーストラリア州初代総督のジェームズ・スターリングによって命名された。
流域に最初に入植したヨーロッパ人は、1890年代のランドール家とヤング家である。1895年に製材所が建設され、1920年代には開墾が始まり、1982年には流域の46%が私有地となった。現在では、総面積の44%が伐採され、38%が森林と国立公園として残されている。
1911年、地元の農夫ウィリアム・レナード・スミードとその家族6人（大人4人、子供3人）が、小型ヨットLittle Wonderで入り江のペリカン島近くを航行中にスコールに遭い転覆、溺死した。
デンマーク近郊のオーシャン・ビーチでは、周辺の洪水リスク低減のため入り江の砂州が開削されることがある。砂州は2014年、2017年、2018年、そして2020年にも開削された。

## 植物相
入り江の河口は、南アフリカ原産のイグサの1種、 Juncus kraussii の群生で占められている。Melaleuca cuticularis は、耐塩性のメラルーカで、入り江を縁取り、水路に沿って生えている。塩性湿地はJuncus kraussi、Sarcocornia quinqueflora およびSamolus repens で主に構成されている。

## 動物相
入り江内ではレクリエーション・フィッシングが盛んで、コブラー（ゴンズイ科の一種） 、ダイオウギス、オキスズキ、ボラ、サーモントラウト、マゴチなど、多くの種類の魚が生息している。河口で見られるその他の魚には、サンディスプラット、イエローアイマレット、シーマレット、ゴマサバなどがいる。
ウィルソン入り江は、多くの稚魚にとって重要な成育場であり、特にピンク・スナッパー（ゴウシュウマダイ）は入江から回遊し大洋で成長する。そのため2007年7月、入り江で捕獲できるゴウシュウマダイのサイズが28cmから41cmに引き上げられた。
入り江とその周辺には、ギンカモメ、コシグロペリカン、コクチョウ、ミナミクロヒメウ、トウネン、シロハラコビトウ、ハイイロコガモ、アカガシラソリハシセイタカシギ、オーストラリアオタテガモ、ミカヅキハシビロガモなど、多くの水鳥が生息している。22種の渡り鳥が記録されている。
この入り江には、2002年に設立されたムール貝とカキの養殖場がある。養殖場は入り江の南側にある12ヘクタールのリースで運営されており、2005年から2006年にかけて最初の収穫を終えた。青いムール貝は延縄養殖法で生産される。ブロン牡蠣も同様の手法で養殖されている。1970年代にも小規模なムール貝の商業生産が試みられていたが、収穫直前に養殖筏がサイクロン・アルビーによって破壊された。